# Episodi di Bob's Burgers (terza stagione)
La terza stagione di Bob's Burgers è in onda originariamente negli Stati Uniti dal 30 settembre 2012 al 12 maggio 2013 su FOX.
In Italia è trasmessa per la prima volta dal 18 agosto 2013 al 26 gennaio 2014 su Fox.
| N° | Codice di produzione | Titolo                    | Titolo originale                     | Prima TV USA      | Prima TV Italia   |
| -- | -------------------- | ------------------------- | ------------------------------------ | ----------------- | ----------------- |
| 1  | 2ASA13               | Moto e bebè               | Ear-sy Rider                         | 30 settembre 2012 | 18 agosto 2013    |
| 2  | 2ASA17               | Dolcetto o scherzetto     | Full Bars                            | 7 ottobre 2012    | 25 agosto 2013    |
| 3  | 2ASA12               | Bob licenzia tutti        | Bob Fires the Kids                   | 4 novembre 2012   | 1º settembre 2013 |
| 4  | 2ASA08               | Avventura in alto mare    | Mutiny on the Windbreaker            | 11 novembre 2012  | 8 settembre 2013  |
| 5  | 2ASA19               | Grazie al ringraziamento  | An Indecent Thanksgiving Proposal    | 18 novembre 2012  | 15 settembre 2013 |
| 6  | 2ASA11               | Il capitano coraggioso    | The Deepening                        | 25 novembre 2012  | 22 settembre 2013 |
| 7  | 2ASA14               | Guida alla truffa         | Tina-Rannosaurus Wrecks              | 2 dicembre 2012   | 29 settembre 2013 |
| 8  | 2ASA16               | L'insopportabile Courtney | The Unbearable Like-Likeness of Gene | 9 dicembre 2012   | 6 ottobre 2013    |
| 9  | 2ASA18               | Natale in vetrina         | God Rest Ye Merry Gentle-Mannequins  | 16 dicembre 2012  | 20 ottobre 2013   |
| 10 | 2ASA15               | Mamma e figlia            | Mother Daughter Laser Razor          | 6 gennaio 2013    | 27 ottobre 2013   |
| 11 | 2ASA20               | Nudi e crudi              | Nude Beach                           | 13 gennaio 2013   | 3 novembre 2013   |
| 12 | 2ASA21               | Notizie fresche           | Broadcast Wagstaff School News       | 27 gennaio 2013   | 10 novembre 2013  |
| 13 | 3ASA01               | I cuori solitari          | My Fuzzy Valentine                   | 10 febbraio 2013  | 17 novembre 2013  |
| 14 | 2ASA22               | Una donna indipendente    | Lindapendant Woman                   | 17 febbraio 2013  | 24 novembre 2013  |
| 15 | 3ASA02               | La tazza parlante         | O.T.: The Outside Toilet             | 3 marzo 2013      | 1º dicembre 2013  |
| 16 | 3ASA03               | Scienze infuse            | Topsy                                | 10 marzo 2013     | 8 dicembre 2013   |
| 17 | 3ASA04               | Tina al ballo             | Two for Tina                         | 17 marzo 2013     | 15 dicembre 2013  |
| 18 | 3ASA05               | Prede e cacciatori        | It Snakes a Village                  | 24 marzo 2013     | 22 dicembre 2013  |
| 19 | 3ASA06               | Family Fracas             | Family Fracas                        | 14 aprile 2013    | 29 dicembre 2013  |
| 20 | 3ASA07               | Nuova gestione            | The Kids Run the Restaurant          | 21 aprile 2013    | 5 gennaio 2014    |
| 21 | 3ASA08               | Gare e concerti           | Boyz 4 Now                           | 28 aprile 2013    | 12 gennaio 2014   |
| 22 | 3ASA09               | Gita al museo             | Carpe Museum                         | 5 maggio 2013     | 19 gennaio 2014   |
| 23 | 3ASA10               | Doti innaturali           | The Unnatural                        | 12 maggio 2013    | 26 gennaio 2014   |

## Moto e bebè
- Sceneggiatura: Dan Fybel e Rich Rinaldi
- Regia: Anthony Chun
- Messa in onda originale: 30 settembre 2012
- Messa in onda italiana: 18 agosto 2013

Un gruppo di motociclisti si raduna al ristorante per onorare il loro capo perduto.
Intanto, Louise ha una crisi di nervi perché, passeggiando per strada, un bullo le ruba le sue orecchie da coniglio. La ragazzina farà di tutto per riprendersele e inizierà a pedinare giorno per giorno il bulletto finché non riavrà quello che le spetta.

## Dolcetto o scherzetto
- Sceneggiatura: Steven Davis e Kelvin Yu
- Regia: Boohwan Lim e Kyounghee Lim
- Messa in onda originale: 7 ottobre 2012
- Messa in onda italiana: 25 agosto 2013

I ragazzi decidono di passare la notte di Halloween da soli, facendo il loro giro di 'dolcetto o scherzetto' in autonomia, senza Bob e Linda. Ma siccome in città non riescono a racimolare dolcetti, prendono in traghetto per l'isola di Kingshead. Arrivati lì raccolgono molte caramelle, ma arrivano tre bulli a rovinare il divertimento.
Nel frattempo, Bob e Linda sono alla festa annuale di Teddy.

## Bob licenzia tutti
- Sceneggiatura: Lizzie Molyneux e Wendy Molyneux
- Regia: Boohwan Lim e Kyounghee Lim
- Messa in onda originale: 4 novembre 2012
- Messa in onda italiana: 1º settembre 2013

Bob riceve un pacco dalla signora che abita nella casa dove era nato. Dentro la scatola ci sono vecchi giocattoli che gli fanno ricordare la sua infanzia, priva di divertimento a causa del padre severo. Bob si rende conto che lui stesso è un padre rigido tanto da privare i suoi figli delle vacanze estive. Decide così di licenziarli e di far godere ai ragazzi il loro riposo. Ma Tina, Gene e Louise si annoiano senza un lavoro e chiedono a Bob di farsi riassumere. Il padre rifiuta perché ha già trovato un sostituto: Mickey, il rapinatore di banche appena uscito di prigione. Così ragazzi trovano un altro lavoro: vengono assunti da una coppia hippie. Louise è incaricata di consegnare scatole di mirtilli che, a sua insaputa, hanno un doppio-fondo nel quale ci nascondono la marijuana e Tina e Gene aiutano alla fattoria i due signori a coltivarla.

## Avventura in alto mare
- Sceneggiatura: Kit Boss
- Regia: John Rice
- Messa in onda originale: 11 novembre 2012
- Messa in onda italiana: 8 settembre 2013

La cucina di Bob impressiona a tal punto il capitano di una nave che Bob e la sua famiglia vengono invitati per una sera su una nave da crociera. Il cuoco dovrà cucinare una cena a base di hamburger per il capitano e, nel frattempo, la sua famiglia potrà godere di tutti i servizi della nave. Mentre Bob incontra un cuoco pazzo che era nella cucina della nave da anni, Linda si scotta al sole e vince al casinò, Tina si innamora del signore che fa i massaggi, Gene si innamora del pupazzo di un ventriloquo che lo sfrutterà per guadagnare soldi e Louise si fa allungare smisuratamente le unghie con una manicure. La sera viene servita la cena di Bob, il quale si accorge che la nave è partita per mare e che il capitano è un folle che non permette a nessuno di scendere dall'imbarcazione. Con l'aiuto della famiglia, Bob cercherà di mettere in atto un ammutinamento per tornare alla terraferma.

## Grazie al ringraziamento
- Sceneggiatura: Lizzie Molyneux e Wendy Molyneux
- Regia: Tyree Dillihay
- Messa in onda originale: 18 novembre 2012
- Messa in onda italiana: 15 settembre 2013

Bob è ansioso di celebrare in pace la sua festa preferita, il Ringraziamento. Ma il signor Fischoeder si presenta il giorno prima al ristorante e convince la famiglia ad aiutarlo a riconquistare una sua vecchia fiamma. Per tutto il giorno del Ringraziamento, la famiglia di Bob dovrà far finta di essere la famiglia del signor Fischoeder. Bob sarà invece il cuoco incaricato di cucinare il tacchino. Ma in cucina si ubriaca con dell'assenzio, rovinando i piani del signor Fischoeder.

## Il capitano coraggioso
- Sceneggiatura: Greg Thompson
- Regia: Bernard Derriman
- Messa in onda originale: 25 novembre 2012
- Messa in onda italiana: 22 settembre 2013

Il signor Fischoeder cerca consigli per una nuova attrazione del parco divertimenti sul lungomare. Al ristorante chiede a Tina, Gene e Louise se hanno dei consigli e, navigando su internet, trovano in vendita uno squalo meccanico che era stato usato per girare un film in città. Il signor Fischoeder segue il consiglio e installa lo squalo meccanico, di cui Tina se ne innamora. Louise manda Gene sopra l'animale perché vuole la sua pinna, ma, mentre il ragazzo tenta di tagliarla, il motore meccanico che fa muovere l'attrazione si accende, lo squalo casca a terra e inizia a muoversi per tutta la città provocando grossi danni. Bob tenta di fermare lo squalo scavando una buca nel terreno per farcelo cadere dentro. Ma lo squalo, sotto terra, continua a muoversi fino ad arrivare alla cantina del ristorante. Toccherà a Bob e Teddy uccidere la creatura utilizzando la macchina del gelato per bloccare gli ingranaggi del motore.

## Guida alla truffa
- Sceneggiatura: Jon Schroeder
- Regia: Wes Archer
- Messa in onda originale: 2 dicembre 2012
- Messa in onda italiana: 29 settembre 2013

In un parcheggio deserto di un supermercato, Bob fa provare a Tina a guidare la macchina. Ma la figlia, impacciata nella guida, si scontra con l'unica macchina presente. Tina nota un'ammaccatura e convince il padre a lasciare un suo recapito telefonico. Il giorno stesso Bob scopre che l'automobile appartiene all'odiato Jimmy Pesto, il quale promette che gli farà passare seri guai. Allora Bob convince Tina a mentire all'agente assicurativo raccontando una bugia: Bob era alla guida, lei era al sedile del passeggero e a causa di una farfalla e di un cormorano Bob ha perso il controllo dell'automobile facendo un incidente. L'agente assicurativo crede alla versione dei fatti raccontatagli e invita la famiglia a un barbecue a casa sua. Ma durante il barbecue, Tina manda a fuoco la griglia degli hamburger e la casa dell'assicuratore. Divorata dai sensi di colpa, Tina convince Bob a raccontare tutta la verità all'assicuratore, il quale fin dall'inizio non aveva creduto a una parola di come era avvenuto l'incidente e, per avere più soldi, era stato lui a provocare l'incendio. Per non finire veramente nei guai, Bob è costretto ad assecondare l'assicuratore in un grande tentativo di frode assicurativa e gli viene ordinato di allagare la cantina del ristorante. Bob esegue l'ordine, fingendo che Tina, Gene e Louise siano morti annegati. Anche in questo caso l'assicuratore capisce l'inganno e confida a tutta la famiglia che vorrà provocare un guasto elettrico al ristorante per guadagnare ancora più soldi. Ma questa volta Louise ha registrato il discorso dell'assicuratore corrotto.

## L'insopportabile Courtney
- Sceneggiatura: Holly Schlesinger
- Regia: Don MacKinnon
- Messa in onda originale: 9 dicembre 2012
- Messa in onda italiana: 6 ottobre 2013

Courtney, una ragazzina incredibilmente fastidiosa, si innamora di Gene e lo perseguita. Lui vuole liberarsene e, con l'aiuto di Tina e Louise, trova coraggio per andare a casa di Courtney a rompere il fidanzamento. Ma quando scopre che il padre di lei ha una stanza piena di pianole che usa per scrivere jingle, decide di non lasciare la fidanzata e sfruttare l'occasione per incidere una sua musica. Infatti, per la festa di compleanno di Courtney, Gene canta il jingle che aveva scritto, ma la ragazzina prende il microfono per duettare. Gene si arrabbia e, davanti a tutti gli invitati alla festa, le dice che è insopportabile. A Courtney, che soffre di cuore, le prende un infarto. L'ambulanza la trasporta in ospedale, dove Gene prende coraggio e le dice che vuole lasciarla. A quel punto Courtney ha un arresto cardiaco. Ma dopo poco si risveglia, facendo capire che era tutto uno scherzo e che Gene si doveva vergognare di averla usata solo per incidere un jingle con gli strumenti di suo padre.
Nel frattempo, al ristorante arriva Grecel che si vanta di essere dimagrita. Tutti i clienti le fanno i complimenti, incluso Bob. Ciò fa arrabbiare Linda, che non vuole sentirsi da meno e perciò si mette a dieta mangiando solo bucce di frutta. Ma la dieta durerà poco tempo.

## Natale in vetrina
- Sceneggiatura: Kit Boss
- Regia: Anthony Chun
- Messa in onda originale: 16 dicembre 2012
- Messa in onda italiana: 20 ottobre 2013

Vicino a Natale, un vecchio zio muore e Bob eredita un magazzino. Quando la famiglia si reca a visitare il magazzino, trovano Chet, un senzatetto. La famiglia decide di non abbandonarlo a sé stesso, ma di ospitarlo a casa loro. In segno di riconoscenza, Chet crea nella vetrina del ristorante delle scene con dei manichini in cui lui stesso prende parte. Ma mentre Natale si avvicina, il ragazzo diventa sempre più instabile e rivela alla famiglia che lui è stato un manichino per poi diventare uomo. Infatti in passato è stato innamorato di un altro manichino femmina, ma a causa del fallimento del negozio nel quale lavorava, il manichino femmina è stato venduto e, da quel giorno, lui non l'ha più visto. Grazie a questa sofferenza ha capito cos'è l'amore e gli ha permesso di diventare un uomo. Bob lo crede un pazzo e dice che non c'è più speranza di ritrovare il manichino femmina. Chet è offeso da queste affermazioni e la Vigilia di Natale crea una scena macabra e terrificante, che, lui stesso afferma, ricrea i sentimenti di rabbia che ha dentro sé. La famiglia è disperata perché non può aprire il ristorante al pubblico con una vetrina in quelle condizioni, quindi vanno a rintracciare il manichino femmina in un sexy shop. Preso manichino, lo danno a Chet e lo convincono a creare una scena più adeguata per la Vigilia di Natale.

## Mamma e figlia
- Sceneggiatura: Nora Smith
- Regia: Jennifer Coyle
- Messa in onda originale: 6 gennaio 2013
- Messa in onda italiana: 27 ottobre 2013

Linda capisce di non piacere a sua figlia Louise, perché da sempre ha avuto un legame più forte col padre. Così, con grande imbarazzo della figlia, la costringe a partecipare ad un seminario Madre-Figlia per migliorare il loro rapporto. Luoise è molto contraria e la madre capisce che l'unico modo per convincerla è corromperla. Ma quando l'insegnante del seminario scopre tutto ciò, si arrabbia e decide di mandare Louise chiusa in una stanza in isolamento fino a quando non si sarà chiarita le idee. Nel frattempo Linda entra in competizione con un'altra mamma perché vuole vincere una sciarpa, cioè il premio per la migliore madre del seminario. Louise però riesce ad evadere dalla stanza di isolamento e, durante una battaglia-laser, fa capire a sua madre che non la odia, ma che le vuole molto bene.
Tina si rende conto che ha delle gambe molto pelose e, per non essere umiliata dalle ragazze più popolari della scuola, decide di radersele. Ma, siccome la madre è impegnata nel seminario con Louise, prova a chiedere Bob a insegnarle come radersi le gambe. Il padre la porta da un'estetista, ma Tina ha paura della ceretta e convince anche Bob e poi Gene a depilarsi con lei. Ma poi i sensi di colpa, per aver ucciso i suoi peli, assaliranno Tina.

## Nudi e crudi
- Sceneggiatura: Scott Jacobson
- Regia: Wes Archer
- Messa in onda originale: 13 gennaio 2013
- Messa in onda italiana: 3 novembre 2013

Vicino al ristorante di Bob inaugurano una spiaggia per nudisti. Hugo, l'ispettore sanitario che perseguita da anni Bob, lascia il suo lavoro e si converte al nudismo. In un primo momento le dimissioni di Hugo rendono entusiasta Bob, che non dovrà più essere così minuziosamente attento a ogni dettaglio di pulizia nel suo ristorante. Ma viene mandato un nuovo sostituto, che comincia a ricattare Bob: se non gli farà suonare le sue canzoni nel ristorante, allora lo chiuderà. Dopo poco Bob si stanca perché il nuovo ispettore canta delle canzoni volgari, facendo allontanare i clienti. Quando Bob gli dice che è bene che smetta di fare musica, riceve l'avviso di chiusura. Allora Bob si rivolge a Hugo, pregandolo di tornare al lavoro. Hugo accetta solo a un compromesso: Bob dovrà competere in un "Nudecathalon", cioè in degli eventi sportivi organizzati nella spiaggia per nudisti. Bob accetta la sfida e perde tutte le competizioni, ma il giorno dopo Hugo torna comunque al lavoro, portando i suoi amici nudisti al ristorante di Bob.
Tina, Gene e Louise tentano di guadagnare qualche soldo sfruttando una visuale da cui si può osservare la spiaggia dei nudisti. Faranno pagare ai loro amici dei soldi per vedere con un cannocchiale i bagnanti nudi.

## Notizie fresche
- Sceneggiatura: Greg Thompson
- Regia: Jennifer Coyle
- Messa in onda originale: 27 gennaio 2013
- Messa in onda italiana: 10 novembre 2013

Tina è pronta a fare un provino per essere scelta come conduttrice del telegiornale della scuola media di Belcher, ma un'altra studentessa prende il suo posto. È costretta dunque a svolgere il ruolo di staff, consegnando succhi di frutta ai collaboratori del telegiornale, senza avere voce in capitolo sulla scelta delle notizie. Così decide di realizzare un suo telegiornale con la collaborazione di Louise, indagando su chi defeca indisturbato nelle aule della scuola. Il programma di Tina ha molto più successo e, per vendetta, il telegiornale ufficiale della scuola dà una notizia falsa: è Tina a defecare nelle aule della scuola. Il maestro della classe di Tina ci crede e manda la ragazzina in presidenza. Ma nel frattempo nella scuola si sta svolgendo uno spettacolo teatrale, dove l'individuo incriminato potrebbe colpire facendo i suoi bisogni durante la recita. Con la copertura di Louise, Tina scappa dalla presidenza e riesce ad acciuffare il ragazzo. Come ricompensa per il buon lavoro, Tina apre una sua rubrica all'interno del telegiornale ufficiale della scuola.
Linda fa capire a Gene che assomiglia molto a suo padre e il ragazzino si convince che da grande sarà come lui: pelato, con i baffi e molto peloso. Con l'aiuto di Luoise si traveste come il padre, si taglia i capelli e si incolla i baffi e i peli. Inoltre comincia a comportarsi da padre di famiglia e da bravo marito. Ma scoprirà che è più divertente essere bambino.

## I cuori solitari
- Sceneggiatura: Dan Fybel e Rich Rinaldi
- Regia: Boohwan Lim e Kyounghee Lim
- Messa in onda originale: 10 febbraio 2013
- Messa in onda italiana: 17 novembre 2013

Per San Valentino Bob si presenta a Linda con un pancake a forma di cuore. Il regalo fa felice la moglie, però non la entusiasta come sperava Bob. Decide di rimediare, andando alla ricerca di un regalo migliore e si fa accompagnare dai ragazzi, i quali ne approfittano per marinare la scuola. In un centro commerciale trovano una statuina, ma costa molto per il budget di Bob. A un certo punto a Bob torna alla mente il ricordo del primo San Valentino passato con Linda: quella sera si divertirono molto giocando con una macchina per il test dell'amore. Bob decide quindi di ritrovare la macchina e regalarla a Linda. Bob, Tina, Gene e Louise si recano nel bar dove i due fidanzati passarono il loro primo San Valentino, ma lì incontrano Hugo, l'ispettore sanitario, che sa in quale ristorante si trova la macchina, ma non vuole rivelarlo a Bob. L'unico indizio che gli fornisce è che la macchina si trova in un ristorante che Hugo ispezionerà il giorno stesso. Bob, Tina, Gene e Louise seguono Hugo e, con l'aiuto del suo assistente, entrano in possesso della lista di ristoranti che l'ispettore visiterà quel giorno. Bob e i ragazzi cominciano quindi ad andare di ristorante in ristorante per trovare la macchina. Quando la trovano, la macchina è però già stata comprata da Hugo per 100 dollari e la rivenderà a Bob solo per 500. Sbalordito, Bob accetta e la porta al suo ristorante come regalo di San Valentino per Linda.
Linda, nel ristorante, organizza degli incontri per single che vogliono trovare la loro anima gemella. Ma parteciperà anche un ispettore di polizia che darà filo da torcere a Linda.

## Una donna indipendente
- Sceneggiatura: Mike Benner
- Regia: Don MacKinnon
- Messa in onda originale: 17 febbraio 2013
- Messa in onda italiana: 24 novembre 2013

Linda, Tina, Gene e Louise vanno a fare la spesa in un supermercato. Lì Linda trova un personale molto disponibile e simpatico, che si diverte mentre lavora e quindi pone domanda come commessa nel negozio. Quando la domanda viene accettata, Linda è entusiasta del suo nuovo lavoro, al contrario del marito. La moglie si sente incompresa e non apprezzata da Bob e decide di smettere di lavorare al ristorante per fare la commessa a tempo pieno. Bob prova a cavarsela da solo, ma si rende conto che è impossibile gestire il ristorante senza l'aiuto di Linda. Ma anche al supermercato le cose si complicano: Linda è troppo permissiva e concede la giornata libera a chiunque gliela chieda. In questo modo si ritrova a lavorare da sola. Non sono sufficienti nemmeno Tina, Gene e Louise, chiamati in aiuto dalla madre. Al negozio arriva Bob, che si scusa con Linda per non averla apprezzata a dovere e, accettate le scuse, la famiglia torna al ristorante.
Sempre nel supermercato, Tina incontra la sua anima gemella, nascosta tra gli scaffali frigorifero del latte. I due si riescono a parlare senza vedersi in faccia, ma lui deve per forza andare via. L'unica cosa che lascia a Tina è un cerotto scivolato via dal suo dito. La ragazzina cerca in tutti i modi di ritrovare il suo amato, fino a quando lo ritroverà e si daranno un bacio.

## La tazza parlante
- Sceneggiatura: Lizzie Molyneux e Wendy Molyneux
- Regia: Anthony Chun
- Messa in onda originale: 3 marzo 2013
- Messa in onda italiana: 1º dicembre 2013

Dopo una giornata di scuola, Tina, Gene e Louise tornano a casa, ma Gene si incammina sulla strada più lunga che passa dal bosco. Proprio lì fa amicizia con un costoso wc parlante, con cui parla fino a sera. Sulla via di casa Gene incontra il proprietario del wc, che gli era caduto dal camion perché lo doveva consegnare al destinatario. Il ragazzino non gli vuole dire dove si trovi il costoso oggetto, così scappa, ma il giorno dopo il proprietario lo raggiunge al ristorante, chiedendogli nuovamente dove si trovi il wc. Gene, Louise e Tina, a conoscenza di tutto, mantengono il segreto e non rivelano il luogo al cacciatore malvagio. Così il proprietario si apposta nel camion fuori dal ristorante, aspettando che i ragazzi si rechino dal wc. Ma con un diversivo, Gene riesce a scappare e raggiungere il wc, a cui però manca corrente elettrica. Se non verrà subito messo in ricarica, si spegnerà. Tina, Gene e Louise e il loro amici trasportano il wc in un fast food per ricaricarlo, ma arriva anche il proprietario e la polizia, chiamata dal commesso del fast food. La polizia riconosce che l'uomo che vuole il wc non è il proprietario, ma è un ladro che aveva rubato il costoso wc parlante. Arrestato il delinquente, Gene è costretto a lasciare il suo wc.
Bob si veste molto elegante per recarsi in tribunale dopo aver preso una multa. Con il vestito che indossa nota che ottiene maggior rispetto e credibilità dalla gente, così decide di tenerselo. Una sera porta fuori a cena Linda, ma si ubriacano. Quando sulla via del ritorno a casa trovano un poliziotto, quest'ultimo sequestra il vestito di Bob perché rubato da un servizio di pompe funebri.

## Scienze infuse
- Sceneggiatura: Loren Bouchard e Nora Smith
- Regia: Tyree Dillihay
- Messa in onda originale: 10 marzo 2013
- Messa in onda italiana: 8 dicembre 2013

Louise è fiera del suo vulcano di plastica che presenterà alla fiera di scienze. Ma, arrivata a scuola, le viene comunicato che il vecchio insegnante non ci sarà. Al suo posto un nuovo professore spiega le nuove regole del concorso: il progetto dovrà in qualche modo essere inerente a Thomas Edison e sono vietati i vulcani. Louise prova a spiegare al nuovo insegnante che è già a buon punto del suo vulcano di plastica, ma il professore non vuole sentire ragioni e distrugge il progetto della ragazzina. Furiosa, Louise si reca in biblioteca per raccogliere materiale su Thomas Edison e il bibliotecario le consiglia di approfondire l'esperimento della folgorazione dell'elefante Topsy, avvenuto ad opera proprio di Edison. In questo modo la ragazzina ha in programma di abbattere ogni considerazione positiva del suo insegnante nei confronti di Edison. Nel progetto di Louise, Gene rappresenterà Edison e Tina rappresenterà Topsy. Ma un compagno di scuola spia le prove generali dell'esperimento di Louise e va a raccontare tutto al professore. Quest'ultimo manda in presidenza la ragazzina per non farla partecipare al concorso. Per sua sfortuna Louise scappa e riesce comunque a presentare il suo esperimento, il quale fa inorridire il professore, che fuggirà piangendo.
Bob e Linda inventano due nuovi porta-spezie, ma entreranno in competizione per dimostrare quale dei due è più funzionale.

## Tina al ballo
- Sceneggiatura: Scott Jacobson
- Regia: Wes Archer
- Messa in onda originale: 17 marzo 2013
- Messa in onda italiana: 15 dicembre 2013

Tina parteciperà al suo primo ballo di scuola, così chiede a Jimmy Jr se vuole accompagnarla, ma le dice che dovrà valutare tra le varie ragazze che glielo chiederanno. Nel frattempo Tina si innamora di un altro ragazzo, che la invita al ballo. Ma quando lei riferisce a Jimmy Jr che ha già un ragazzo, diventa geloso e cerca in tutti i modi di farsi notare dalla ragazza per andare con lei al ballo. Chiede addirittura aiuto a Gene e Louise per fare cambiare idea a Tina, ma lei sembra irremovibile. Alla serata del ballo della scuola, Tina si presenta col suo nuovo ragazzo, ma Jimmy Jr arriva all'improvviso e lo sfida ad una gara di ballo. Dopo le loro esibizioni, nessuno dei due pretendenti sembra aver più voglia di essere il ragazzo di Tina, così quest'ultima resta sola.
Anche per Bob è la prima serata di ballo con Linda, dal momento che, ai tempi della scuola, era stato lasciato dalla sua ragazza per la mano di un altro pretendente. Ma i due si ubriacano.

## Prede e cacciatori
- Sceneggiatura: Kit Boss
- Regia: Jennifer Coyle
- Messa in onda originale: 24 marzo 2013
- Messa in onda italiana: 22 dicembre 2013

Siccome il ristorante è chiuso per una disinfestazione, la famiglia Belcher intraprende un viaggio in Florida per far visita ai genitori di Linda. Tutti sono entusiasti, tranne Bob, avvilito dalla sola idea di dover passare del tempo con i suoceri. Tina, Gene e Louise non vedono l'ora di fare il bagno. Ma, arrivati a destinazione, trovano la piscina chiusa per manutenzione. Poco più in là vedono una vecchietta con una cinepresa in mano, seduta alle soglie di una fitta selva. Questa sostiene che il suo cane è stato mangiato da un pitone, il quale dovrebbe essere ucciso, ma, siccome nessuno gli crede, vuole raccogliere delle prove. Così propone ai tre ragazzi di filmare il pitone per lei in cambio di denaro. Tina, Gene e Louise accettano e, montata la tenda per passare la notte, si appostano alle soglie della fitta selva. Calato il sole, solo Tina e Louise si avventurano nel bosco perché Gene ha troppa paura. Ma le due ragazze rimangono intrappolate nelle sabbie mobili e, fattosi coraggio, Gene riesce ad entrare nella selva e a salvarle. Subito dopo ritrovano il cane e lo portano dalla vecchietta, che, entusiasta, lo riabbraccia commossa. Per festeggiare tenta di fargli indossare un vestito, ma il cane scappa nuovamente nella selva e si rifugia dal pitone, del quale se ne era innamorato.
Bob e Linda passano del tempo con i genitori di lei. Ad una festa i due capiscono che il posto dove si trovano è un luogo per scambisti. Mentre Bob è divertito dalla situazione, Linda è allibita. Ma siccome i genitori di Linda, in particolare il padre, non rispettano le regole della comunità di scambisti, ricevono un avviso di sfratto. Qualora accadesse ciò, Linda gli propone di alloggiare a casa loro. Bob è contrario e decide di fare di tutto per far restare i genitori nella comunità. Bob riesce a convincere il padre di Linda e a far restare i suoceri in Florida.

## Family Fracas
- Sceneggiatura: Holly Schlesinger
- Regia: Don MacKinnon
- Messa in onda originale: 14 aprile 2013
- Messa in onda italiana: 29 dicembre 2013

La famiglia Belcher sta per andare al cinema, ma l'automobile non riesce a mettersi in moto, suscitando l'ilarità di Jimmy Pesto, il quale prende in giro Bob per il fatto di avere una macchina non funzionante. Per strada prendono un biglietto, sul quale trovano l'invito a partecipare come concorrenti al gioco televisivo Family Fracas. Se vinceranno, potranno portare a casa un nuovo Minivan. La famiglia si presenta agli studi televisivi e subito vengono scelti per partecipare, anche contro la volontà del conduttore, il quale li odia. Durante i giochi competitivi contro altre famiglie, Tina e Gene sono una frana, ma Bob, Linda e Louise riescono a far vincere la famiglia, soprattutto grazie al gioco finale, che consiste nel prendere con la bocca una pallina gialla immersa in una vasca di palline blu. Ma per vincere l'ambito premio è necessario girare una specie di ruota della fortuna e, se la pennetta si ferma sul premio Minivan, l'automobile è vinta. Louise gira la ruota, ma riesce a vincere solo un secchio di schiuma che il programma getta addosso ai concorrenti che perdono le competizioni. Comunque sia, conto ogni aspettativa, la famiglia Belcher diventa la protagonista del programma, suscitano sempre più l'ira del conduttore. Anche la famiglia Pesto partecipa a Family Fracas e riesce a battere i Belcher, vincendo il nuovo Minivan. Bob è deluso e, rivedendo le registrazioni del programma, sospetta un imbroglio: la famiglia Pesto sarebbe stata avvantaggiata dal conduttore, il quale avrebbe messo la pallina gialla direttamente nella bocca di Jimmy. Bob va a lamentarsi con il produttore dello show, il quale li invita a risolvere i loro conflitti al tribunale televisivo Pam's Court, programma prodotto dalla stessa emittente che trasmette Family Fracas. Bob presenta l'accusa contro la famiglia Pesto e il conduttore e ha come prove le registrazioni del programma. Ma quando il produttore degli show capisce che l'imbroglio c'è e un suo programma sta per essere giudicato fasullo, distrugge le registrazioni. Senza le prove, Bob perde la causa, suscitando nuovamente l'ilarità di Jimmy Pesto.

## Nuova gestione
- Sceneggiatura: Steven Davis e Kelvin Yu
- Regia: Boohwan Lim e Kyounghee Lim
- Messa in onda originale: 21 aprile 2013
- Messa in onda italiana: 5 gennaio 2014

Accidentalmente Bob si taglia un dito con un coltello da cucina, così Linda è costretta a portarlo all'ospedale, lasciando a Tina il compito di fare a baby-sitter a Gene e Louise. Ma Luoise prende in mano la situazione, aprendo il ristorante contro il volere dei genitori e di Tina. La nuova gestione del ristorante si rivela un fallimento e, siccome l'unica cosa che interessa a Luoise è fare soldi, apre una bisca clandestina in cantina. Alla gestione del casinò partecipano tutti gli amici di Tina, Gene e Luoise; in particolare Tina gestisce il tutto, Gene si occupa di un coro al femminile e Louise distribuisce bibite. Anche il signor Fischoeder prende parte ai giochi. Quando sembra perdere tutti i suoi soldi a L'Allegro Chirurgo per la felicità di Louise, li recupera subito a morra cinese. Louise si vede portar via tutti i suoi guadagni e si indebita.
Tornati a casa dopo una lunga fila all'ospedale e un medico inesperto, Bob e Linda restano sorpresi per aver trovato una bisca clandestina nella loro cantina e decidono di mandare via tutti. Ma il signor Fischoeder è in debito di ben 5.000 dollari dopo aver giocato con Luoise a morra cinese e quindi chiede il denaro a Bob il denaro che gli spetta. Quest'ultimo non sa come dargli i soldi e, sotto consiglio di Louise, si gioca il tutto per tutto con un'ultima partita. Infatti, a causa della recente operazione, il signor Fischoeder crederà che Bob non sarà in grado di buttare forbici. Ciò accade, Bob vince la partita decisiva, il debito viene annullato, ma la ferita si riapre nuovamente.

## Gare e concerti
- Sceneggiatura: Lizzie Molyneux e Wendy Molyneux
- Regia: Anthony Chun
- Messa in onda originale: 28 aprile 2013
- Messa in onda italiana: 12 gennaio 2014

Tina ha i biglietti per il concerto della band Boyz 4 Now, formata da 4 giovani e bei ragazzi. Ma la zia, che doveva accompagnarla allo spettacolo, a causa di un imprevisto non può più venire. Tina si dispera per non poter andare a vedere dal vivo i suoi idoli, così Louise decide a malincuore di accompagnarla. Contro ogni previsione, al concerto Louise si innamora di uno dei 4 ragazzi della band, tanto da voler andare a tutti i costi nel backstage per incontrarlo. Ma l'accesso è impedito da una maschera, che in tutti i modi riesce a respingere Louise e Tina. Le due ragazze trovano una soluzione alternativa: entrano nel camper dei Boyz 4 Now, e, una volta nascoste nella cesta della biancheria sporca, i ragazzi salgono sulla vettura. Finalmente Louise e Tina possono vederli più da vicino, ma il camper si mette in moto e parte per una nuova tappa del tour. A metà viaggio le due saltano fuori e Louise va subito incontro al ragazzo più bello, al quale tira un affettuoso schiaffo. Louise e Tina vengono fatte immediatamente scendere dalla vettura e ritornano a casa con la macchina della zia.
A scuola, Gene partecipa a un concorso di apparecchiamento a tema di tavoli da pranzo e vince classificandosi primo. È dunque ammesso alla gara nazionale, dove entra in competizione con uno sfidante. Anche Bob e Linda partecipano alla gara aiutando e tifando il loro figlio. La prima manche è vinta sia da Gene che dallo sfidante e, siccome non vengono fuori nuove idee per la preparazione del secondo tavolo, Bob, Linda e Gene apparecchiano con ciò che trovano nella borsa della mamma: degli assorbenti. Il giudice resta profondamente sconvolto.

## Gita al museo
- Sceneggiatura: Jon Schroeder
- Regia: Tyree Dillihay
- Messa in onda originale: 5 maggio 2013
- Messa in onda italiana: 19 gennaio 2014

Bob accompagna tutti i ragazzi della scuola nell'annuale visita al museo, lasciando a Tina la gestione del ristorante. Durante la gita, Tina, convinta di essere popolare, cerca di insegnare a un ragazzo nerd a divertirsi di più e il ragazzo nerd, convinto di essere molto intellettuale, cerca di insegnare a Tina ad essere più intelligente; Gene si diverte con un suo compagno di scuola ad andare alla ricerca dei seni più prosperosi delle donne di plastica nelle vetrine; Louise lega un rapporto più stretto col padre. Infatti, quest'ultima si addentra nella parte chiusa al pubblico del museo, cioè in una foresta tropicale in miniatura, con un suo compagno. Bob li segue, soddisfacendo tutte le richieste di divertimento di Louise. Ma, durante la visita, il compagno di Louise si sente male e, siccome soffre d'asma, per poter respirare meglio, ha bisogno del salbutamolo, che teneva nel suo zaino. Subito Bob e Louise corrono alla ricerca dello zaino e, dato il salbutamolo al ragazzo, questo torna a stare bene. Alla fine si riuniscono al gruppo, concludendo la visita al museo.
Tina si rende conto di poter benissimo chiudere il ristorante per poter passare la bella giornata con suo marito e i suoi figli. Ma, all'entrata del museo, trova un gruppo di manifestanti scontenti e arrabbiati che protestano. Linda offre un suo contributo, cantando cori distintivi per difendere i diritti dei lavoratori in sciopero. Presto i manifestanti si stancano di sentire Linda, decidendo di mandarla via.

## Doti innaturali
- Sceneggiatura: Greg Thompson
- Regia: Wes Archer
- Messa in onda originale: 12 maggio 2013
- Messa in onda italiana: 26 gennaio 2014

Mente Bob sostiene che Gene è incompetente a giocare a baseball, Linda ha fiducia nel figlio e crede che un giorno possa diventare bravo. Così, per aiutare Gene a diventare più forte nel baseball, Linda decide di iscriverlo ad una campo pratica, ma lo stesso insegnante è un incompetente che non ha mai giocato a baseball. L'istruttore infatti sta per essere sfrattato dall'appartamento in cui viveva e dunque porta gli allievi a casa sua, cercando di impedire al proprietario dell'appartamento di sfrattarlo definitivamente. È proprio davanti agli occhi increduli di tutta la famiglia che Gene, incoraggiato a voce dall'istruttore, riesce per la prima volta a battere una palla. Mentre Linda sostiene fermamente che suo figlio sia diventato bravo nel baseball, Bob continua a sostenere che la battuta sia stata solo questione di fortuna.
Bob acquista una nuova macchina per il caffè espresso, ma non ha molto successo tra i clienti. Solo per Tina il caffè diventa una dipendenza dopo avere benuto la prima tazzina. Ma Linda, per pagare l'istruttore di Gene, è costretta a vendere la macchina del caffè. Bob è disperato perché credeva che quella macchina potesse essere la chiave per il successo del ristoriante, così anche Tina impazzisce per avere un altro sorso di caffè.